# 科林斯 (紐約州鎮)
科林斯（英語：Corinth）是一個位於美國紐約州薩拉托加縣的鎮。

## 人口
根據2020年美國人口普查的數據，科林斯的面積為150.57平方千米，當中陸地面積為147.02平方千米，而水域面積為3.55平方千米。當地共有人口6500人，而人口密度為每平方千米43人。